# Journal of Chemotherapy
Das Journal of Chemotherapy, abgekürzt J. Chemother., ist eine wissenschaftliche Fachzeitschrift, die vom Maney Publishing-Verlag im Auftrag der italienischen Gesellschaft für Chemotherapie veröffentlicht wird. Die Zeitschrift erscheint derzeit mit sechs Ausgaben im Jahr. Es werden Arbeiten veröffentlicht, die sich mit antibakteriellen und chemotherapeutischen Fragestellungen beschäftigen.
Der Impact Factor lag im Jahr 2014 bei 1,604. Nach der Statistik des ISI Web of Knowledge wird das Journal mit diesem Impact Factor in der Kategorie Pharmakologie und Pharmazie an 174. Stelle von 254 Zeitschriften, in der Kategorie Onkologie an 168. Stelle von 211 Zeitschriften und in der Kategorie Infektionskrankheiten an 60. Stelle von 78 Zeitschriften geführt.